# Billedhugger Lene Rasmussen
|  | Denne artikel er oprettet af botten Steenthbot ud fra en ekstern database. Den kan derfor have sproglige fejl eller mangler. Denne skabelon kan fjernes efter kontrol af indholdet. |

Billedhugger Lene Rasmussen er en dansk dokumentarisk optagelse fra 1996.

## Handling
Billedhugger Lene Rasmussen (f. 1950) arbejder på en granitskulptur.